# Sehlal
Sehlal era un petit principat amorreu de les muntanyes del Líban, que era vassall d'Egipte al segle xiv aC quan s'esmenta per primer cop.
El príncep de Sehlal, Yamaya, en un atac inesperat, es va apoderar del govern de Sumur, la principal base dels egipcis a Síria, però sense posar en qüestió la sobirania egípcia. 25 egipcis van morir en l'acció que es va fer mentre el governador Pahanate, era de viatge a Egipte. Llavors Abdi-Asirta, cap dels habiru, una comunitat dels amurru, va aprofitar l'ocasió i va atacar Sumur, va derrotar a Yamaya i es va apoderar de la ciutat. Abdi-Asirta va al·legar que era un lleial vassall d'Egipte i que havia ocupat Sumur per protegir-la de l'assalt de Yamaya, i que mentre aquest havia provocat 25 morts, ell havia salvat la vida dels 4 egipcis que eren al palau.
Poc després els habiru van absorbir el principat i cap a l'any 1330 aC va quedar integrat en el regne d'Amurru, vassall hitita.